# Phare de Lundey
Le phare de Lundey (en islandais : Lundeyjarviti) est un phare situé dans la région de Norðurland eystra sur l'île de Lundey.